# Abed Chagar
 (mars 2021).
Abed Chagar, né en 1968 à Casablanca, est un chef d’entreprise marocain.

## Biographie

### Famille et formation
Cinquième enfant d’une fratrie de six frères et sœurs, Abed Chagar est attiré par les mathématiques. En 1987, il obtient le baccalauréat sciences maths, avec mention « Bien ». Il est ensuite diplômé de l’École Mohammadia d'ingénieurs (EMI) en 1992 et du cycle supérieur de gestion de l’Institut supérieur de commerce et d'administration des entreprises (ISCAE) en 2002.

### Carrière professionnelle
A la fin de ses études, Abed Chagar est le premier ingénieur issu d’une école marocaine à entrer chez Alcatel, aujourd’hui Nexans. En 2000, il intègre la société Colorado en tant que directeur du système d’information et de l’organisation.Il devient directeur général adjoint en juin 2005 puis directeur général délégué en 2011. Il en est nommé directeur général en mars 2013.
Il est aussi vice-président de l'Asmex et président du pôle Compétitivité,.
Depuis octobre 2017, il est président de l'Association des ingénieurs de l'école Mohammadia (AIEM), le plus grand réseau d'ingénieurs au Maroc,.
En décembre 2020, il est élu président de la Fédération de la chimie parachimie (FCP),.
Abed est membre du conseil d'administration de la CGEM, et vice-président du GIPSI (Groupement Interprofessionnel de Prévention et de Sécurité).